# Bathiorhamnus
Bathiorhamnus là một chi thực vật có hoa thuộc họ Táo (Rhamnaceae), chứa 7 loài đã biết là đặc hữu Madagascar.
Việc xếp chi này vào tông Bathiorhamneae dường như là thừa thãi, do nó chỉ chứa 1 chi duy nhất. Hiện nay, website của APG gộp cả 3 tông Ampelozizipheae (1 chi, 3 loài), Bathiorhamneae (1 chi, 7 loài) và Doerpfeldieae (1 chi, 1 loài) trong nhóm gọi là Ampeloziziphoids (hay nhóm Ampelozizyphoid).
Chi này có quan hệ họ hàng gần với nhánh chứa Ampelozizyphus ở miền bắc Nam Mỹ và Doerpfeldia ở Cuba. Tuy nhiên, phân tích của Wang et al. (2021) cho rằng Ziziphus pubescens có quan hệ họ hàng gần nhất với Bathiorhamnus.

## Các loài
Danh sách loài lấy theo Plants of the World Online:
- Bathiorhamnus capuronii Callm., Phillipson & Buerki, 2008
- Bathiorhamnus cryptophorus Capuron, 1972
- Bathiorhamnus dentatus (Capuron) Callm., Phillipson & Buerki, 2008
- Bathiorhamnus louvelii (H.Perrier) Capuron, 1966
- Bathiorhamnus macrocarpus (Capuron) Callm., Phillipson & Buerki, 2008
- Bathiorhamnus reticulatus (Capuron) Callm., Phillipson & Buerki, 2008
- Bathiorhamnus vohemarensis Callm., Phillipson & Buerki, 2008